# Elecciones generales de Botsuana de 1965
Las elecciones generales del entonces protectorado de Bechuanalandia de 1965 tuvieron lugar el lunes 1 de marzo del mencionado año con el objetivo de elegir, por medio del sistema de escrutinio mayoritario uninominal, a los 31 miembros de una Asamblea Nacional, que al año siguiente se convertiría en el parlamento de la moderna República de Botsuana. Se trató de los primeros comicios realizados bajo sufragio universal en el territorio y su realización inauguró la legalidad democrática en el naciente país, no interrumpida desde entonces.
El nacionalista y moderado Partido Democrático de Bechuanalandia (BDP), encabezado por Seretse Khama, líder tribal miembro de una de las casas reales más poderosas del protectorado, obtuvo un rotundo triunfo con el 80,38% de los votos válidamente emitidos y casi la totalidad de los escaños, imponiéndose en 28 de las 31 circunscripciones del país. La oposición al BDP concurrió dividida en facciones partidarias que, si bien adherían al nacionalismo africano que Khama impulsaba, tenían posturas mucho más radicalizadas y centradas mayormente en cuestiones étnicas, lo que debilitó su accionar ante la diversa población del territorio. El Partido Popular de Bechuanalandia (BPP) obtuvo el segundo puesto con el 14,18% de los votos y triunfó en las tres circunscripciones restantes, asegurándose ser el único partido opositor al gobierno electo con presencia parlamentaria. El Partido de la Independencia de Bechuanalandia (BIP) logró el 4,61% de los votos y no obtuvo escaños. El resto de los votos fueron a parar a un postulante disidente del BPP y a un único candidato independiente en dos circunscripciones. Tres candidatos del BDP fueron elegidos sin oposición, por lo que no se realizó votación algunas en dichas circunscripciones.
Tras constatarse el resultado, la nueva Asamblea Nacional invistió a Khama como primer ministro el 3 de marzo de 1965. Un año y medio más tarde, el 30 de septiembre de 1966, el protectorado se independizó como República de Botsuana, con un sistema político mixto presidencial y parlamentario, siendo Khama elegido por el legislativo como primer presidente de la República. El BDP se renombró como «Partido Democrático de Botsuana», y ha gobernado la nación africana desde entonces.

## Antecedentes
El protectorado de Bechuanalandia se fundó durante la segunda mitad de la década de 1880 como un intento del imperio británico de salvaguardar el camino hacia el norte y así conectar la Colonia del Cabo con sus territorios norteños. Existieron numerosos intentos por parte del gobierno de la Unión Sudafricana de anexar el territorio de Bechuanalandia a dicho dominio, pero finalmente los intentos fracasaron y se vieron abandonados definitivamente con la instauración del apartheid en el vecino país.
El proceso hacia la autonomía política del territorio fue lento y gradual, pero mucho más pacífico que en el resto de los países africanos vecinos, en general debido al poco interés del gobierno británico de formar una población colonial asentada que intentara impedir un desarrollo del nacionalismo negro. Una expansión de la autoridad central británica y la evolución del gobierno tribal dieron como resultado el establecimiento en 1920 de dos consejos consultivos para representar a africanos y europeos. El Consejo Africano estaba formado por los ocho jefes de las tribus tsuanas y algunos miembros elegidos. Las proclamaciones en 1934 regulaban el gobierno y los poderes tribales. Un consejo asesor europeo-africano se formó en 1951, y la constitución colonial de 1961 marcó al establecimiento de un consejo legislativo consultivo. En junio de 1964, el Reino Unido aceptó propuestas para un autogobierno democrático en Botsuana. La sede del gobierno se trasladó en 1965 desde Mahikeng en Sudáfrica, a la recientemente establecida Gaborone, que se encuentra cerca de la frontera de Botsuana con Sudáfrica.

## Sistema electoral
De acuerdo con la ley electoral vigente, todos los ciudadanos del territorio de Bechuanalandia que tuvieran más de veintiún años podrían registrarse para votar en las elecciones, siempre que estén inscritos en la lista electoral de su lugar de residencia y no tuvieran una condena de prisión que supere los seis meses. Las listas electorales se establecen en las oficinas de votación de los barrios una vez que los distritos electorales se hubiesen demarcado. Un elector solo puede votar en la circunscripción en la que está registrado. El sufragio es universal, optativo y secreto. Todo ciudadano registrado como votante que fuere capaz demostrar un dominio oral y escrito suficiente del idioma inglés podría presentar su candidatura para diputado de la Asamblea Nacional. No podrían presentar su candidatura aquellos que incumplieran los requisitos, ni tampoco los miembros de la entidad tribal denominada Consejo de Jefes o los funcionarios públicos en ejercicio.
Los 31 escaños de la Asamblea Nacional serían elegidos por medio de escrutinio mayoritario uninominal. Todo el territorio del país sería dividido en 31 circunscripciones, cada una de las cuales debía ser representada por un diputado, elegido por el electorado de dicha circunscripción a simple mayoría de votos. Cada candidatura a la Asamblea Nacional debe ser presentada por dos ciudadanos de la circunscripción que se disputará y respaldada por al menos otros siete. Un candidato no puede representar a más de una circunscripción. La Asamblea Nacional tendría a su cargo la investidura del primer ministro o jefe de Gobierno de Bechuanalandia, correspondiente al partido o coalición que obtuviera una mayoría de escaños. El legislativo podía durar un máximo de cinco años en sus funciones. Una ley electoral definitiva no sería adoptada sino hasta después de la independencia, el 17 de mayo de 1968.

## Partidos y candidatos
El sistema de partidos del naciente país era básico y estaba aún en formación al momento de los comicios. En 1959 se fundó el primer partido político del país, el Partido Federal de Bechuanalandia, orientado mayormente a la muy reducida población educada, que proponía una pacífica transición constitucional hacia la independencia por medio de la negociación con el gobierno colonial británico. El Partido Popular de Bechuanalandia (BPP), con una estructura muy similar a la del Congreso Nacional Africano (ANC) en la vecina Sudáfrica, y encabezado por Kgalemang T. Motsete, Motsamai Mpho, y Philip Matante, se fundó en 1960 como contraposición al Partido Federal, que se terminó disolviendo a principios de la década. El BPP fue el primer partido de masas del país, y la primera formación en reclamar la independencia total de colonia. Sin embargo, para la mitad de la década una serie de luchas internas y conflictos entre los distintos grupos étnicos del país habían afectado a la fuerza política. Poco antes de las elecciones, un sector del partido se escindió para fundar el Partido de la Independencia de Bechuanalandia (BIP), conducido por Mpho. Motsete fundó a su vez su propia facción del BPP, por la que se presentaría como único candidato.
El Partido Democrático de Bechuanalandia (BDP) fue fundado en noviembre de 1961 en Lobatse por los líderes nacionalistas Seretse Khama y Quett Masire, junto a otros delegados del Consejo Asesor Africano, celebrando su primera reunión pública el 28 de febrero de 1962. Khama ocupó el liderazgo y la presidencia de la nueva formación, mientras que Masire ocupó la vicepresidencia y se encargó de distribuir la publicación oficial del partido, Therisanyo, basándose en su experiencia pasada como periodista, a partir de 1963. Durante los años previos a las elecciones Khama y Masire mantuvieron un liderazgo eficaz y lograron consolidar la presencia nacional del nuevo partido en todo el país. Esto, sumado a las luchas internas del BPP y a su plataforma más moderada y democrática, provocó que para el momento de los comicios hubiera escasas dudas de que la victoria del BDP. El desarrollo y fortalecimiento del BDP fue alentado por las autoridades británicas, considerando que el BPP tenía una actitud aparentemente demasiado radical. Estos apoyos le permitieron al partido apelar a prácticamente el total del electorado y presentar candidaturas en todas las 31 circunscripciones parlamentarias, mientras que sus oponentes divididos tuvieron numerosas dificultades para hacerlo. El progreso de las conversaciones preparatorias para la independencia dirigidas por el BDP dañó aún más la capacidad del BPP, pues el programa electoral de este último desconfiaba de que una independencia negociada pudiera realizarse con éxito.
Fuera de las tres formaciones concurrentes: el BDP, el BPP, y el BIP, Motsete se presentó como candidato de una facción disidente del BPP en la circunscripción de Lobatse y Barolong. Solo un candidato,  G. E. N. Mannathoko, se postuló como candidato independiente.
|  | 100.00 % |

|  | 83.87 % |

|  | 74.19 % |

|  | 3.23 % |

|  | 3.23 % |

## Campaña
La campaña del BDP, encabezada por Khama y Masire, se centró en un discurso tranquilo, poniendo énfasis en el camino negociado hacia la independencia, el desarrollo económico, el nacionalismo africano y el mantenimiento de una democracia liberal como forma de gobierno, lo que le permitió contrastarse con los movimientos independentistas en países vecinos, que abogaban por el establecimiento de estados de partido único. Khama logró representar en última instancia un liderazgo mucho más «realista», que combinaba propuestas políticas modernas con la defensa de las antiguas tradiciones tribales del país. Esta actitud moderada le granjeó apoyos entre la minoría europea y asiática del país, que hicieron campaña activa en favor del partido. Consecuentemente, los opositores al BDP intentaron retratar al partido de Khama como una fuerza fundada por la administración colonial, cuya intención era desbaratar las posibilidades de éxito del BPP africanista. La campaña electoral se centró mayormente en el sur del país, considerada por ambas fuerzas principales como el área más donde la elección sería más disputada. El BPP confiaba en obtener un buen resultado en el noreste del país, mientras que el BPP mantenía una fuerte presencia en la región de BaNgwato.

## Resultados

### Nivel general

Resultado por circunscripción teniendo en cuenta el porcentaje de votos obtenido por el candidato electo.

Las elecciones resultaron en un triunfo abrumador para el BDP, que se impuso en veinticinco de las veintiocho circunscripciones disputadas, lo que sumado a los tres escaños que ganó sin oposición (Ghanzi, Kgalagadi y Kweneng West) le otorgó un total de 28 escaños, una mayoría de más del 90% del legislativo. En términos de voto popular, el BDP obtuvo el 80,38% de los votos válidamente emitidos y, fuera de unas pocas circunscripciones donde la competencia fue cerrada, prácticamente dominó la elección. El propio Seretse Khama fue el candidato individual con mayor porcentaje electoral al lograr el 98,47% de los votos en el distrito de Serowe North. El BDP superó el 90% de los votos en catorce distritos, exactamente la mitad de las circunscripciones, y solo obtuvo menos de la mitad de los votos en cuatro distritos, triunfando en uno de ellos (Maun & Chobe), que fue la única circunscripción cuyo diputado electo no obtuvo mayoría absoluta de votos.
El escenario opositor se presentó fragmentado y el etnocentrismo de muchos líderes opositores les impidió nacionalizar la campaña electoral, por lo que la presencia opositora se vio reducida a pequeñas regiones de influencia. El BPP obtuvo la victoria en tres circunscripciones: Tati West, Francistown & Tati East, y Mochudi. Philip Matante, líder del partido, resultó elegido diputado con el 77,27% de los votos, el mejor resultado de un candidato opositor en la jornada, contra el postulante del BDP, G. Segopolo, que obtuvo el 21,25% y fue el único candidato del partido en la jornada donde el BDP no obtuvo, al menos, una cuarta parte de las preferencias. En contraste, los candidatos del BPP solo obtuvieron más de un tercio de los votos en cuatro circunscripciones (las tres que ganaron y una más, Tonota, donde se impuso el BDP), que ascienden a siete si se tiene en cuenta los candidatos que superaron la cuarta parte de los votos. T.W. Motlhagodi, candidato del partido en Mochudi, se impuso únicamente por la oposición del jefe local al BDP. Kgalemang T. Motsete, antiguo dirigente del BPP que se postuló como candidato "disidente" de un partido con el mismo nombre, obtuvo solo 377 votos, un 6,51%, y se ubicó por detrás del BPP "oficial" en la circunscripción de Lobatse & Barolong, donde el BDP obtuvo más del 80% de los votos. En total, el BPP oficial obtuvo el 14,18% de los votos contra un 0,27% representado por los sufragios obtenidos por Motsete. Aunque sus tres diputados provenían de regiones distintas, el BPP demostró tener mayor presencia en el este y particularmente en el noreste botsuano. No obstante, su victoria sobre las demás alternativas le permitió convertirse en el principal partido de la oposición al naciente gobierno del BDP.
La tercera fuerza de los comicios fue el BIP, que recogió el 4,61% de las adhesiones en todo el país y fracasó en acceder al parlamento. Fue el único partido concurrente a la elección que presentó candidaturas femeninas, con tres mujeres postulantes a la Asamblea Nacional, ninguna de las cuales resultó elegida. Sus mayores apoyos los obtuvo en el norte del país, donde su líder Motsamai Mpho (activista tsuana a quien se le atribuiría históricamente la creación de la palabra «Botsuana» para referirse al país), obtuvo el 46,34% de los votos en el distrito de Okavango y fue el candidato del partido que más cerca estuvo de ser electo, cosa que lograría finalmente en las siguientes elecciones. L. M. Sekotho, en Maun & Chobe, obtuvo el 21,36% de los votos y, junto con Mpho, fueron los únicos dos candidatos del BIP que superaron los 1000 votos exactos y el 20% de los votos en sus circunscripciones. El único candidato independiente fue G. E. N. Mannathoko en la circunscripción de Tati West, logrando el 20,31% de los votos y el tercer puesto.
|  | 80.38 % |

|  | 14.18 % |

|  | 4.61 % |

|  | 0.27 % |

|  | 0.56 % |

|  | 99.99 % |

|  | 0.01 % |

|  | 100.00 % |

|  | 74.55 % |

### Por circunscripción
|  | 47.56 % |

|  | 31.08 % |

|  | 21.36 % |

|  | 53.66 % |

|  | 46.34 % |

|  | 97.44 % |

|  | 2.56 % |

|  | 0.00 % |

|  | 51.65 % |

|  | 26.08 % |

|  | 20.31 % |

|  | 1.96 % |

|  | 0.00 % |

|  | 77.27 % |

|  | 21.25 % |

|  | 1.49 % |

|  | 69.73 % |

|  | 29.16 % |

|  | 1.11 % |

|  | 87.84 % |

|  | 12.16 % |

|  | 97.15 % |

|  | 1.84 % |

|  | 1.01 % |

|  | 60.85 % |

|  | 37.80 % |

|  | 1.35 % |

|  | 95.65 % |

|  | 2.54 % |

|  | 1.81 % |

|  | 98.12 % |

|  | 1.13 % |

|  | 0.75 % |

|  | 98.47 % |

|  | 0.88 % |

|  | 0.65 % |

|  | 97.24 % |

|  | 1.84 % |

|  | 0.92 % |

|  | 87.10 % |

|  | 11.97 % |

|  | 0.93 % |

|  | 94.67 % |

|  | 4.24 % |

|  | 1.09 % |

|  | 95.48 % |

|  | 4.52 % |

|  | 92.51 % |

|  | 5.56 % |

|  | 1.93 % |

|  | 65.35 % |

|  | 31.98 % |

|  | 2.67 % |

|  | 56.21 % |

|  | 33.21 % |

|  | 10.58 % |

|  | 81.54 % |

|  | 18.46 % |

|  | 79.00 % |

|  | 18.07 % |

|  | 2.93 % |

|  | 0.00 % |

|  | 90.99 % |

|  | 9.01 % |

|  | 85.99 % |

|  | 9.57 % |

|  | 4.44 % |

|  | 95.79 % |

|  | 2.28 % |

|  | 1.93 % |

|  | 95.71 % |

|  | 2.30 % |

|  | 1.99 % |

|  | 95.34 % |

|  | 2.85 % |

|  | 1.81 % |

|  | 94.86 % |

|  | 3.82 % |

|  | 1.32 % |

|  | 80.24 % |

|  | 10.41 % |

|  | 6.51 % |

|  | 2.84 % |